# Бороздина, Екатерина Андреевна
Екатерина Андреевна Бороздина (по первому мужу Лихарева, по второму Шостак; 20 июня (2 июля) 1807 — 11 (23) марта 1839, Симферополь, Таврическая губерния, Российская империя) — жена декабриста Владимира Лихарева; сестра Марии Поджио. Владелица села Катериновка.

## Биография
Младшая дочь сенатора Андрея Михайловича Бороздина от его брака с Софьей Львовной Давыдовой. По матери — племянница декабриста В. Л. Давыдова и генерала Н. Н. Раевского. Родилась в Петербурге, крещена 30 июня 1807 года в церкви Владимирской Пресвятой Богородицы, что в Придворных слободах, при восприемстве дяди П. Л. Давыдова и бабушки генерал-майорши Е. Н. Давыдовой.
Получила домашнее воспитание. Вместе с родителями была знакома с Пушкиным. В августе 1820 года приехав в Гурзуф, поэт бывал на даче Бороздиных в Кучук-Ламбате. В юности была влюблена в Михаила Бестужева-Рюмина, который отвечал ей взаимностью. Но Бестужев по настоянию П. И. Пестеля, или своих родителей, которые что-то имели против этого брака, жениться не решился. Существует версия, что Екатерина была помолвлена с Бестужевым-Рюминым, но помолвка была расторгнута, и этим объясняется холодность в отношениях между В. Л. Давыдовым, И. В. Поджио (как ближайшими родственниками Андрея Бороздина) и М. П. Бестужевым-Рюминым. На сегодняшний момент точно установлено только то, что Бестужев был влюблен в «Е. А.», племянницу Василия Львовича Давыдова. О чём свидетельствуют письма Бестужева. Но интересно, что у Давыдова было две племянницы с инициалами «Е. А.», дочь сестры Софьи и дочь брата Александра.

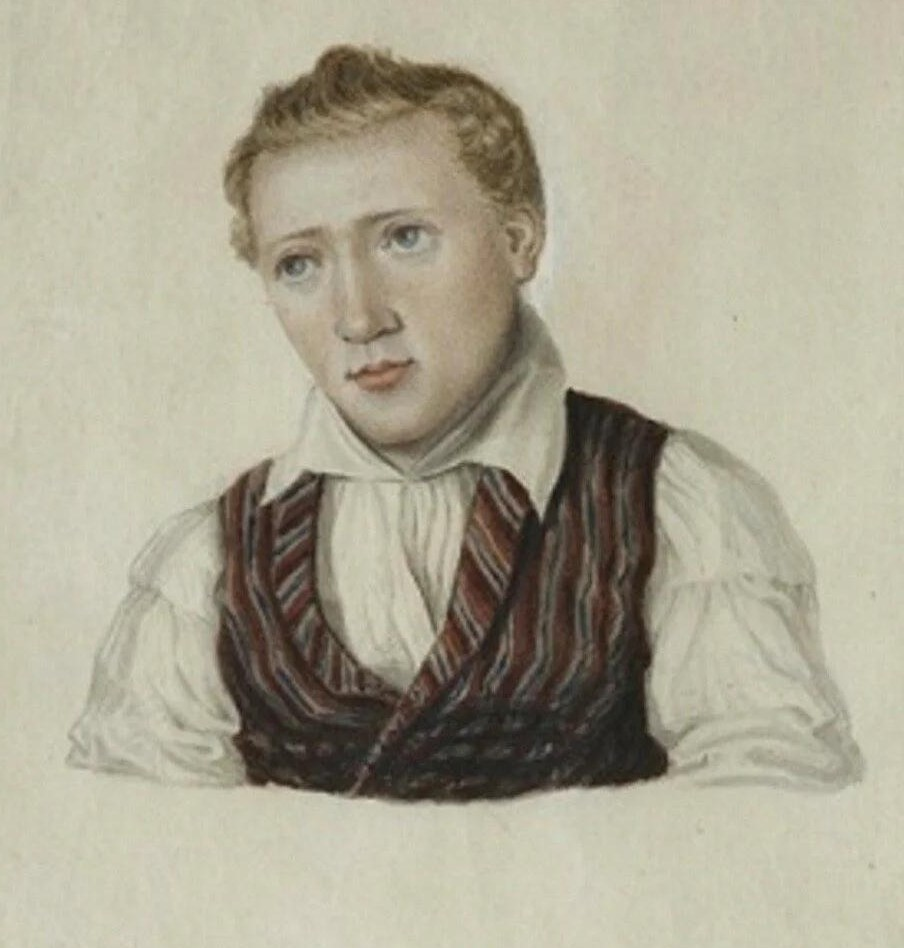
Владимир Лихарев (1828)

Поведение Михаила Бестужева-Рюмина по отношению к Бороздиной стало причиной его дуэли 8 ноября 1824 года с поручиком Лихаревым.
Лихарев стрелял первым, его пуля сорвала эполет с плеча Бестужева-Рюмин. Ответный выстрел угодил в Лихареву в бедро, штабной лекарь оказал ему помощь и решил пулю не трогать. Следующем летом, 17 (29) августа 1825 года, в имении Бороздиных в Телепино Киевской губернии состоялось венчание Екатерины Бороздиной с Владмиром Николаевичем Лихаревым (1803—1840). После свадьбы молодые поселились в имении Иосифа Поджио (также члена тайного общества, женатого на сестре Екатерины), в с. Яновке Чигиринского уезда Киевской губернии.
На момент ареста мужа, 29 декабря 1825 года, Екатерина Андреевна была беременна. Их единственный сын Николай родился в Телепино (28 мая (9 июня)  1826—1894?; прапорщик, мировой судья Раненбургского уезда в 1861—1866 годах). Лихарев в это время находился в Петропавловской крепости, а в феврале 1827 года был отправлен в Читинский острог. Под давлением отца, как и сестра Мария, она не последовала за мужем в Сибирь. В этот тяжелый период жизни Екатерина Андреевна жила с сыном в имении свекрови Коншинке Тульской губернии. В 1829 году обе женщины безуспешно ходатайствовали об переводе Лихарева рядовым в действующую армию. В 1834 году брак между Екатериной Андреевной и её мужем был расторгнут. Это обстоятельство, по словам А. Е. Розена, сокрушило Лихарева, так что «при блестящих способностях, при большом запасе серьёзных познаний он не мог и не хотел употреблять их с пользой».

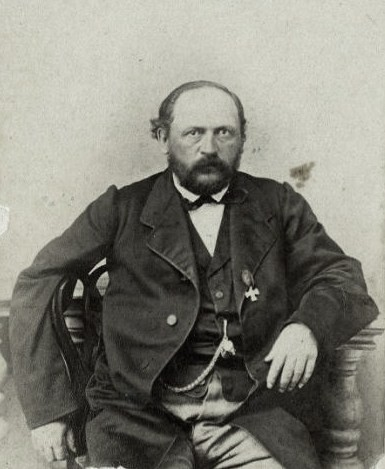
Николай Лихарев, сын

После развода Екатерина Андреевна получила право вступить в новый брак. Она жила с сестрой в родительском доме в Крыму. Граф М. С. Воронцов взял двух «вдовушек» под свое покровительство. Они считались непременными членами его одесского дома, и весь город был ими занят. По словам современника, в «отличие от сестры, видной и бойкой, Екатерина Андреевна была томной красавицей, расходилась в самой напыщенной чувствительности, вздыхала и поднимала глаза к небу». В 1836 году она вышла замуж за помощника графа Воронцова отставного гвардии прапорщика Льва Антоновича Шостака (1810—1843). От этого брака она родила двух сыновей: Евгения (1837—?) и Александра (17 (29) сентября 1838—после 1863). Через полгода после рождения младшего сына, в марте 1839 года, Екатерина Андреевна умерла от чахотки в Симферополе. Похоронена в семейном склепе в имение в Кучук-Ламбате.
Её муж Л. А. Шостак вторым браком был женат на дочери одесского откупщика Екатерине Николаевне Исленьевой (1818—20 октября (2 ноября)  1904 года), начальнице петербургского Елизаветинского училища и Николаевского сиротского института, с 1887 года кавалерственной даме ордена Св. Екатерины (малого креста). Их сын Анатолий (1842—1914), харьковский и черниговский вице-губернатор.